# Kōji Nakajima
Kōji Nakajima (中島 浩司 Nakajima Kōji?, nacido el 20 de agosto de 1977 en Osaka) es un exfutbolista japonés. Jugaba de centrocampista y su último club fue el Sanfrecce Hiroshima de Japón.

## Trayectoria

### Clubes
| Club                | País  | Año         |
| ------------------- | ----- | ----------- |
| Vegalta Sendai      | Japón | 1996 - 2002 |
| JEF United Chiba    | Japón | 2003 - 2008 |
| Sanfrecce Hiroshima | Japón | 2009 - 2013 |

## Estadística de carrera

### J. League
| Club                | Año   | J. League | J. League | Copa J. League | Copa J. League | Total | Total |
| Club                | Año   | Part.     | Goles     | Part.          | Goles          | Part. | Goles |
| ------------------- | ----- | --------- | --------- | -------------- | -------------- | ----- | ----- |
| Vegalta Sendai      | 1999  | 26        | 2         | 2              | 1              | 28    | 3     |
| Vegalta Sendai      | 2000  | 19        | 0         | 1              | 0              | 20    | 0     |
| Vegalta Sendai      | 2001  | 0         | 0         | 0              | 0              | 0     | 0     |
| Vegalta Sendai      | 2002  | 0         | 0         | 0              | 0              | 0     | 0     |
| JEF United Ichihara | 2003  | 3         | 0         | 3              | 1              | 6     | 1     |
| JEF United Ichihara | 2004  | 16        | 0         | 5              | 0              | 21    | 0     |
| JEF United Chiba    | 2005  | 11        | 1         | 5              | 1              | 16    | 2     |
| JEF United Chiba    | 2006  | 26        | 1         | 7              | 1              | 33    | 2     |
| JEF United Chiba    | 2007  | 27        | 0         | 2              | 0              | 29    | 0     |
| JEF United Chiba    | 2008  | 13        | 0         | 3              | 1              | 16    | 1     |
| Sanfrecce Hiroshima | 2009  | 30        | 0         | 6              | 1              | 36    | 1     |
| Sanfrecce Hiroshima | 2010  | 32        | 2         | 5              | 0              | 37    | 2     |
| Sanfrecce Hiroshima | 2011  | 33        | 2         | 2              | 0              | 35    | 2     |
| Sanfrecce Hiroshima | 2012  | 2         | 1         | 5              | 0              | 7     | 1     |
| Sanfrecce Hiroshima | 2013  | 2         | 0         | 0              | 0              | 2     | 0     |
| Total               | Total | 240       | 9         | 46             | 6              | 286   | 15    |

## Palmarés

### Títulos nacionales
| Título         | Club                | País  | Año  |
| -------------- | ------------------- | ----- | ---- |
| Copa J. League | JEF United Chiba    | Japón | 2005 |
| Copa J. League | JEF United Chiba    | Japón | 2006 |
| J1 League      | Sanfrecce Hiroshima | Japón | 2012 |
| J1 League      | Sanfrecce Hiroshima | Japón | 2013 |